# Liberalna Partia Quebecu
Liberalna Partia Quebecu (Parti libéral du Québec, PLQ) – partia polityczna działająca w kanadyjskiej prowincji Quebec. Partia nie jest związana z federalną Liberalną Partią Kanady. Początkowo partia wyznawała program liberalny. Od 1960 zaadaptowała program socjaldemokratyczny z pewnymi elementami nacjonalizmu. Na początku XXI wieku zwróciła się w kierunku neoliberalizmu.

## Historia
Partia wywodzi się z dwóch ugrupowań politycznych istniejących już w pierwszej połowie XIX wieku: Parti canadien lub Parti Patriot (Partia Kanadyjska lub Patriotyczna), która były siłą stojącą za rebelii w Dolnej Kanadzie w 1837 oraz les rouges, ugrupowania, które walczyło o wprowadzenie rządu przedstawicielskiego w Kanadzie oraz o ograniczenia wpływy Kościoła katolickiego. Najbardziej znaną postacią ruchu liberalnego w Quebecu tego okresy był Louis-Joseph Papineau. 
W chwili konfederacji Partia Liberalna Quebecu posiadała już silną strukturę i miała swoją własną tradycję. Poza krótkim okresem 1878–1879 liberałowie pozostawali w opozycji, podczas gdy władzę sprawowała Konserwatywna Partia Quebecu. Sytuacje odmieniła egzekucja Louis Riela, fakt ten propagandowo został wykorzystany przez tradycyjnie bardziej nacjonalistycznych liberałów do zmiany nastawienia konserwatywnego społeczeństwa frankofońskiego. Choć sprawa Riela nie miała wiele wspólnego ze sprawami Quebecu, partii udało się wykorzystać wydarzenia w celu rozbudzenie nacjonalizmu w prowincji. W 1887 partia przejęła władzę i jej lider Honoré Mercier zasiadł na fotelu premiera prowincji, by po czterech latach odejść w atmosferze skandalu. Partia ponownie przejęła władzę w 1900 by utrzymać ja przez następne 39 lat. Najbardziej wpływowymi liberalnymi liderami prowincji tej ery byli Lomer Gouin i Louis-Alexandre Taschereau. W tym okresie nastąpił także rozpad Konserwatywnej Partii Quebecu i powstanie nowego rywala – nacjonalistycznej Unii Narodowej. Od tego czasu, aż do pojawienia się nowej nacjonalistycznej i separatystycznej siły w prowincji – Partii Quebecu liberałowie sprawowali władzę na przemian Unią Narodową. Momentem przełomowym dla tak dla Partii Liberalnej jak i całej prowincji był rok 1960, kiedy to partia pod wodza swego lidera Jeana Lesage zainicjowała nowy rozdział w historii Quebecu. Spokojna rewolucja prowadzona pod halsem maîtres chez nous (panami własnego domu) doprowadziła do zasadniczych i głębokich zmian we wszystkich aspektach życia politycznego, społecznego i ekonomicznego prowincji. Liberałowie odrzucili w ten czas swój tradycyjny program na rzecz idei socjaldemokratycznych, adaptując także treści nacjonalistyczne. 
Głównymi punktami nowego programu liberałów było:
- pełna nacjonalizacja przemysłu energetycznego, najważniejszego sektora gospodarki prowincji.
- wprowadzenie powszechnego ubezpieczenia emerytalnego pod kontrolą prowincjonalną, niezwiązanego z federalnym systemem ubezpieczeń emerytalnych.
- laicyzacja szkolnictwa poprzez zlikwidowanie nadzoru Kościoła katolickiego na systemem edukacyjnym w prowincji.
- dążenie do zmian w funkcjonowaniu federacji, tak by dać prowincji większą autonomię.
- uznanie języka francuskiego jako początkowo równoprawnego z angielskim, a ostatecznie jedynego języka urzędowego prowincji.

Choć partia liberalna w tym czasie zrobiła wiele dla zwiększenia samodzielności prowincji, nie nadążyła za wzrastającym w społeczeństwie nacjonalizmem. Utraciła wiele ze swej popularności w czasie kryzysu październikowego, kiedy to ówczesny premier Robert Bourassa wezwał rząd federalny do ogłoszenia stanu wyjątkowego w prowincji. Doprowadziło to do utraty władzy. Spadek dążeń separatystycznych w połowie lat osiemdziesiątych spowodował powrót liberałów do władzy na całe dziesięć lat. Niepowodzenie prób zmian konstytucyjnych w połowie lat dziewięćdziesiątych w celu nadanie prowincji specjalnego statusu doprowadził do kolejnej fali separatyzmu i kolejnej porażki wyborczej.
Partia kierowana przez Jeana Charesta powróciła do władzy z nowym neoliberalnym programem, wycofując się z wcześniejszych socjaldemokratycznych dążeń.
W wyniku wyborów powszechnych z 4 września 2012 roku liberałowie utracili władzę  a Jean Charest podał się do dymisji. Nowym szefem partii został Philippe Couillard, wybrany 17 marca 2013 roku. Priorytetami programu Couillarda pozostają wzmocnienie ekonomii Prowincji i obniżenie bezrobocia a dopiero w dalszej kolejności podpisanie przez Quebec konstytucji kanadyjskiej.
Przedterminowe wybory w dniu 7 kwietnia 2014 zakończyły się zdecydowanym zwycięstwem Liberalnej Partii Quebecu i utworzeniem rządu większościowego.
W wyborach w dniu 1 października 2018 roku Liberalna Partia Quebecu przegrała a władzę przejęła partia Koalicja Przyszłość Quebecu.

## Liderzy partii
- Henri-Gustave Joly de Lotbinière (1867-1883) (premier 1878-1879)
- Honoré Mercier (1883-1892) (premier 1887-1891)
- Félix-Gabriel Marchand (1892-1900) (premier 1897-1900)
- Simon-Napoléon Parent (1900-1905) (premier 1900-1905)
- Lomer Gouin (1905-1920) (premier 1905-1920)
- Louis-Alexandre Taschereau (1920-1936) (premier 1920-1936)
- Adélard Godbout (1936-1948) (premier 1936, 1939-1944)
- George Carlyle Marler (1948-1950)
- Georges-Émile Lapalme (1950-1958)
- Jean Lesage (1958-1970) (premier 1960-1966)
- Robert Bourassa (1970-1976) (premier 1970-1976)
- Gérard D. Lévesque (tymczasowy) (1976-1978)
- Claude Ryan (1978-1982)
- Gérard D. Lévesque (tymczasowy) (1982-1983)
- Robert Bourassa (1983-1994) (premier 1985-1994)
- Daniel Johnson (Młodszy) (1994-1998) (premier 1994)
- Jean Charest (1998-2012) (premier 2003-2012)
- Jean-Marc Fournier (2012-2013)
- Philippe Couillard (2013-2018)